# Ràdio País
Ràdio País és una emissora de ràdio independent que emet des de Puei de Lescar en occità i francès. La seva freqüència es pot escoltar a les regions occitanes del Bearn (89.8), Bigorra (101.5), Gers (90.8 i 98) i Landes-Chalossa (103.6). Va ser creada el 1983 en ple auge de les ràdios lliures, i avui gaudeix del suport d'un centenar de mecenes. La qualitat de l'emissora està garantida per periodistes amb carnet de premsa i per tècnics professionals.
Ràdio País és gestionada per una federació d'associacions anomenada Federacion VIURE AU PAÍS-Ràdio País, fundada l'abril de 1996. Les associacions federades són Ràdio País Bearn, Ràdio País Bigòrra i Ràdio País Gers. Els objectius d'aquesta federació són: 
- Promoure la llengua i la cultura occitana a la Gascunya pels mitjans audiovisuals.
- Assegurar un servei públic de fet de radiodifusió en occità.[1]

El 2002 va organitzar una marató per a obtenir diners.